# Cluemaster
Cluemaster ("le Maître des Indices" en français) est un super-vilain apparaissant dans les comics américains publiés par DC Comics, habituellement comme adversaire du super-héros Batman. Cluemaster est d'abord apparu dans Detective Comics no 351 (mai 1966) et a été créé par Gardner Fox et Carmine Infantino.
D'un animateur de jeux télévisés raté, le personnage est devenu un criminel qui laisse des indices sur ses crimes, mais à la différence des indices de l'homme-mystère, ils ne sont pas sous forme d'énigmes.

## Historique de la publication
Cluemaster a été créé par Gardner Fox et Carmine Infantino dans Detective Comics no 351 (mai 1966).

## Biographie fictive
Le Cluemaster commence sa campagne criminelle par une tentative audacieuse mais infructueuse d'apprendre l'identité secrète de Batman, dans le but de gagner un avantage de combat,. Il revient à Gotham pour un deuxième affrontement avec Batman, et apparaît ensuite dans plusieurs regroupements de super-vilains au fil des ans.
Avec plusieurs autres méchants, Cluemaster devient membre de l'Injustice League, une équipe de vilains malchanceux qui, au moment de se regrouper, avaient rencontré peu de succès dans leur parcours individuel. L'Injustice League a été vaincue à plusieurs reprises par la Justice League International, à moins quand ils ne soient la risée de tous par leur propre faute. En essayant de se réformer, ses membres deviendront plus tard une équipe de héros risible, la Ligue de Justice de l'Antarctique. Ils aidèrent la Ligue de Justice lorsque l'agent de liaison de la JLI Maxwell Lord se trouve dans le coma, mais ils reformèrent à nouveau l'Injustice Ligue en tant qu'hommes de mains de Sonar.
Cluemaster réapparaît dans Detective Comics no 647 de Chuck Dixon et Tom Lyle. Dans cette histoire en trois numéros, Cluemaster a été réformé et libéré de la Prison de Blackgate. Guéri de sa compulsion à laisser des indices, Cluemaster se joint à un gang et planifie leur braquages en échange de 10 % de leurs gains. Plus tard, il tue le chef en l'étouffant et commence à planifier un important vol à main armée.
Pendant ce temps, il est révélé que Arthur Brown a une fille prénommée Stéphanie, mais passe rarement du temps avec elle en raison de ses longues périodes passées en prison. Stéphanie est furieuse quand elle découvre qu'il a repris ses activités criminelles sans son besoin de laisser des indices derrière. Se fabriquant son propre costume et prenant l'identité de The Spoiler, elle découvre les plans de son père, et sème des indices à la police et Batman pour qu'ils puissent l'arrêter. Robin repère Spoiler sur les toits durant une descente de la police à l'appartement de Cluemaster et la démasque, bien qu'elle l'assomme en le frappant avec une brique à la tête. Robin la traque et Batman, Robin et Spoiler mettent un plan en route pour neutraliser Cluemaster. Spoiler se voit interdite de participer activement parce qu’elle est seulement motivée par la vengeance. Rattrapant Cluemaster alors qu'il cherche à fuir avec l'argent de son dernier coup, Stéphanie est prise en otage par Cluemaster qui menace de la défigurer avec de l'acide si Batman essaye de le stopper. Batman lui dit d'arrêter et Cluemaster pense que Batman va simplement lui faire la morale et est surpris quand le justicier lui révèle simplement que Spoiler est sa fille. Spoiler utilise le choc de la révélation pour se libérer, saisir une chaîne et tenter d'étrangler Cluemaster, mais Batman l'en empêche. Cluemaster est ramené à Blackgate.
Chaque fois que Cluemaster s'enfuit ou prépare un nouveau plan, Stéphanie enfile son costume pour le déjouer. À la longue, elle réalise qu'elle aime être une héroïne et commence à patrouiller régulièrement en tant que Spoiler. 

### Mort apparente
Cluemaster et ses équipiers de l'Injustice League sont volontaires de rejoindre la seconde Suicide Squad, un groupe contrôlé par le gouvernement américain, et qui en retour leur accorde le plein pardon pour leurs crimes. Cluemaster espère aussi rendre Stéphanie fière de lui. Durant la mission, qui consiste à faire face à des terroristes et une expérience génétique, Cluemaster voit ses amis, Big Sir, Clock King et Multi-Man mourir. Dans la bataille chaotique qui en résulte, Cluemaster semble sauver la vie du Major Disaster deux fois, bien que le Major admet que la situation était confuse. Cluemaster reçoit plusieurs balles dans la poitrine. Il survit à l'incident, avec une année passée à l’hôpital pour récupérer et de très nombreuses cicatrices. Il est encouragé par les pensées de sa fille.
Quand il sort et découvre que sa fille a été tuée, il prend l'identité secrète d'Aaron Black et créé la "Campagne de Culpabilité", blâmant Batman pour son implication dans la mort de Stéphanie, disant qu'elle n'était pas le premier enfant travaillant pour Batman à mourir, et que Batman devrait être amené devant la justice.
Il fut plus tard révélé que Stéphanie a survécu à l'incident qui aurait dû la tuer, et passa du temps à récupérer à l'étranger.
Chuck Dixon avait prévu de présenter Cluemaster dans Robin n°177, mais son départ abrupt de chez DC annula cette version du numéro.
Cluemaster réapparaît finalement après que Stéphanie Brown fut devenue la nouvelle Batgirl. Il est révélé qu'il est l'homme qui finance les Reapers, un groupe de jeunes super-vilains que doit battre Batgirl.

### Les New 52
En septembre 2011, The New 52 relance la continuité de DC. Dans cette nouvelle ligne temporelle, dans l'histoire de Forever Evil, Cluemaster se trouve parmi les vilains que le Syndicat du Crime d'Amérique recrute pour rejoindre la Société Secrète des Super Vilains.
Cluemaster réapparaît comme vilain dans la série Batman: Eternal, complotant avec plusieurs autres vilains mineurs quand ils sont interrompus par sa fille, Stéphanie Brown, qui surprend une partie de leur complot. C'est la première apparition de Cluemaster dans la continuité des New 52. Il est plus tard révélé qu'il est le responsable derrière les attaque systématiques de différents vilains sur Batman ; inspiré par une ancienne théorie dont il avait discuté avec d'autres vilains comme quoi ils pouvaient agir pendant que Batman était occupé avec de plus gros criminels. Il envoie des invitations à des ennemis de plus grosse envergure pour agir après la chute du Commissaire Gordon, puis tout ce qu'il avait à faire était de glisser une drogue agissant sur l'esprit dans le café de Gordon pour lui faire voir une menace qui n'était pas là et laissa les autres vilains faire ce qu'ils voulaient, supposant avec précision que Batman ne devrait jamais penser à chercher dans les vilains mineurs quand tant de super-vilains jouaient un rôle dans le plan. Bien que Brown réussisse à capturer et démasquer Batman, Bruce est capable d'échapper à ses liens et de se défendre, mais il a été tellement éprouvé par l'histoire que Cluemaster parvient à le maîtriser. Lincoln March se dévoile alors derrière Cluemaster et lui tranche la gorge, révélant qu'il a financé les plans de Cluemaster seulement pour qu'il puisse tuer Batman en secret.

### DC Rebirth
Durant "La guerre des rires et des énigmes", Cluemaster est aperçu comme un membre de l'équipe du Joker. Après que Batman a rejoint la guerre du côté du Sphinx et commence à neutraliser les alliés du Joker un par un, Cluemaster suggère à Kite Man qu'ils se laissent battre plutôt que de fuir et subir la colère des deux caïds. Cependant, il est alors gazé par l’Épouvantail, un des alliés du Sphinx, et retiré du conflit.

## Pouvoirs et capacités
Contrairement à la plupart des autres vilains de Batman, Cluemaster est complètement sain d'esprit, ce qui lui donne une relation unique avec Batman. Cluemaster n'a pas de pouvoirs meta-humains. Il porte un certain nombre de capsules en verre fixées à l'avant de son uniforme. Ces capsules contiennent diverses armes offensives dont des fusées incendiaires aveuglantes, de la fumée, des gaz incapacitants et des explosifs.

## Autres versions

### Flashpoint
Dans la ligne temporelle alternative de Flashpoint, Cluemaster est emprisonné dans la prison militaire de Doom. Il est ensuite tué par Eel O'Brian qui se cache à l'intérieur de son corps le tuant pour faire sortir Heat Wave.

## Dans d'autres médias

### Télévision
- Une version considérablement différente de Cluemaster est apparue dans la série animée The Batman, doublée par Glenn Shadix pour la version adulte et par Kath Soucie pour la version enfant. Il apparaît pour la première fois dans l’épisode "Question piège ("Q & A", saison 1, épisode 8), dans lequel il est un génie obèse et fou atteint d'un cas grave du Syndrome de Peter Pan. Il cherche à se venger des personnes qu'il blâme pour avoir truqué la dernière question d'une émission télévisée à laquelle il avait participé enfant vingt ans plus tôt. Il réapparaît plus tard dans l’épisode "Rumeurs" (Rumors, saison 4, épisode 11), où il est capturé par un justicier impitoyable avec les autres criminels de Gotham. À la fin de l'épisode, il est libéré par Batman.
- Cluemaster apparaît dans l'épisode de Batman : L'Alliance des héros "L'Homme nucléaire !" (A Bat Divided, saison 2, épisode 7). Il est vu dans un bar accueillant des super-vilains quand Firestorm et les trois Batmen y entrent.

### Jeux vidéo
Dans Batman: Arkham Knight, il y a une affiche de l'émission de jeu "Changement de Prix" d'Arthur Brown à l'entrée des Studios Panessa Film. Son alter ego, Cluemaster, est mentionné au cours d'une conversation entre des voyous qui le comparent au Sphinx.